# Mihail Romniceanu

Mihail Romniceanu

Mihail Romniceanu (n. 17 februarie 1891, București – d. 13 februarie 1960, Râmnicu-Sărat) a fost licențiat în drept, cu studii la Paris, avocat, profesor la Facultatea de Drept din București, politician.
Ca om politic, a fost membru al Partidului Național-Liberal, Membru în Comitetul executiv al P.N.L. din anul 1932. În 1933 a fost ales senator de Hunedoara.
A fost decorat la 28 ianuarie 1942 cu Ordinul „Coroana României” în gradul de Comandor.
A fost ministru de finanțe al României în guvernele Sănătescu (4 noiembrie 1944 - 6 decembrie 1944) și Rădescu (6 decembrie 1944 - 28 februarie 1945).
În calitatea sa de administrator al Băncii Naționale, după venirea lui Groza la putere și în complicitate cu el, Mihail Romniceanu a procedat în 1945 la o emisiune nespus de mare de monede de aur ("cocoșei"), ca subterfugiu ca să nu ne ia rușii tot aurul.
Ca urmare a mult disputatelor alegeri generale de la 7 ianuarie 1946,  Mihail Romniceanu (PNL) a fost cooptat în guvernul Petru Groza (7 ianuarie 1946 - 29 noiembrie 1946), ca ministru de stat fără portofoliu, ca și Emil Hațieganu (PNȚ), fapt care, deși nu a produs nici o modificare în modul de guvernare, a liniștit puterile occidentale, astfel că, la 6 februarie 1946, ca urmare a acestui "surogat de înțelegere" cu partidele istorice, SUA și Marea Britanie au recunoscut Guvernul României. Ca rezultat, regele Mihai a încetat greva regală.
În timpul campaniei electorale a fost agresat de comuniști. Nu a putut face nimic pentru împiedicarea abuzurilor și falsificarea alegerilor din 19 noiembrie 1946.
În cursul procesului mareșalului Ion Antonescu, din 1946, Mihail Romniceanu - de profesie avocat, fost administrator al Băncii Naționale - a declarat în fața instanței de judecată, între altele, că acordul economic cu Germania conținea „maximum ce se putea obține în acele timpuri de presiune germană". Mai declară că, în urma acestui acord, s-au adus din Germania trei vagoane de aur, iar în urma unui nou acord din decembrie 1943 s-au mai adus 14.000 kg aur. De asemenea, s-a mai adus o altă cantitate de aur, echivalentul a circa 25 milioane franci elvețieni. Mai precizează că Mareșalul a dat ordin să se limiteze penetrarea capitalului străin în industrie și viața economică, iar dacă limitele stabilite s-au depășit, să fie restituite.
Mihail Romniceanu a fost scos din învățământul universitar. Pe 28 aprilie 1948 a fost arestat. Conform fișelor matricole, a fost internat la penitenciarul Jilava cu ordinul nr. 3856/950, venind de la penitenciarul Craiova. Patru ani mai târziu (1.10.1954) este înregistrat cu mandatul de arestare 33/C emis de către Direcția a II-a a Procuraturii Generale pentru acțiune contra clasei muncitoare (art. 193 CP), desfășurată „în timpul burgheziei”. Pentru acest fapt a fost condamnat de către Tribunalul Regiunii a II-a Militare, prin hotărârea nr. 9/1957, la 12 ani temniță grea, fiind încadrat la înaltă trădare. Ca deținut politic a trecut prin penitenciarele Craiova, Jilava, Gherla, Pitești, Dej, Sighet, Văcărești și a murit în detenție, în penitenciarul Râmnicu-Sărat, la 13 februarie 1960.

## Scrieri
- Zece luni în guvernarea lui Groza (Documente, memorii, note), editura Jurnalul Literar, 2003, ISBN  973-9365-66-3

### Atenție!
A nu se confunda cu inginerul Mihail H. Romniceanu (1852 - 1915), care a proiectat și construit 380 km de cale ferată. Tot el a elaborat "metoda românească de construcție a tunelurilor în pământuri argiloase".